# Uggiano la Chiesa

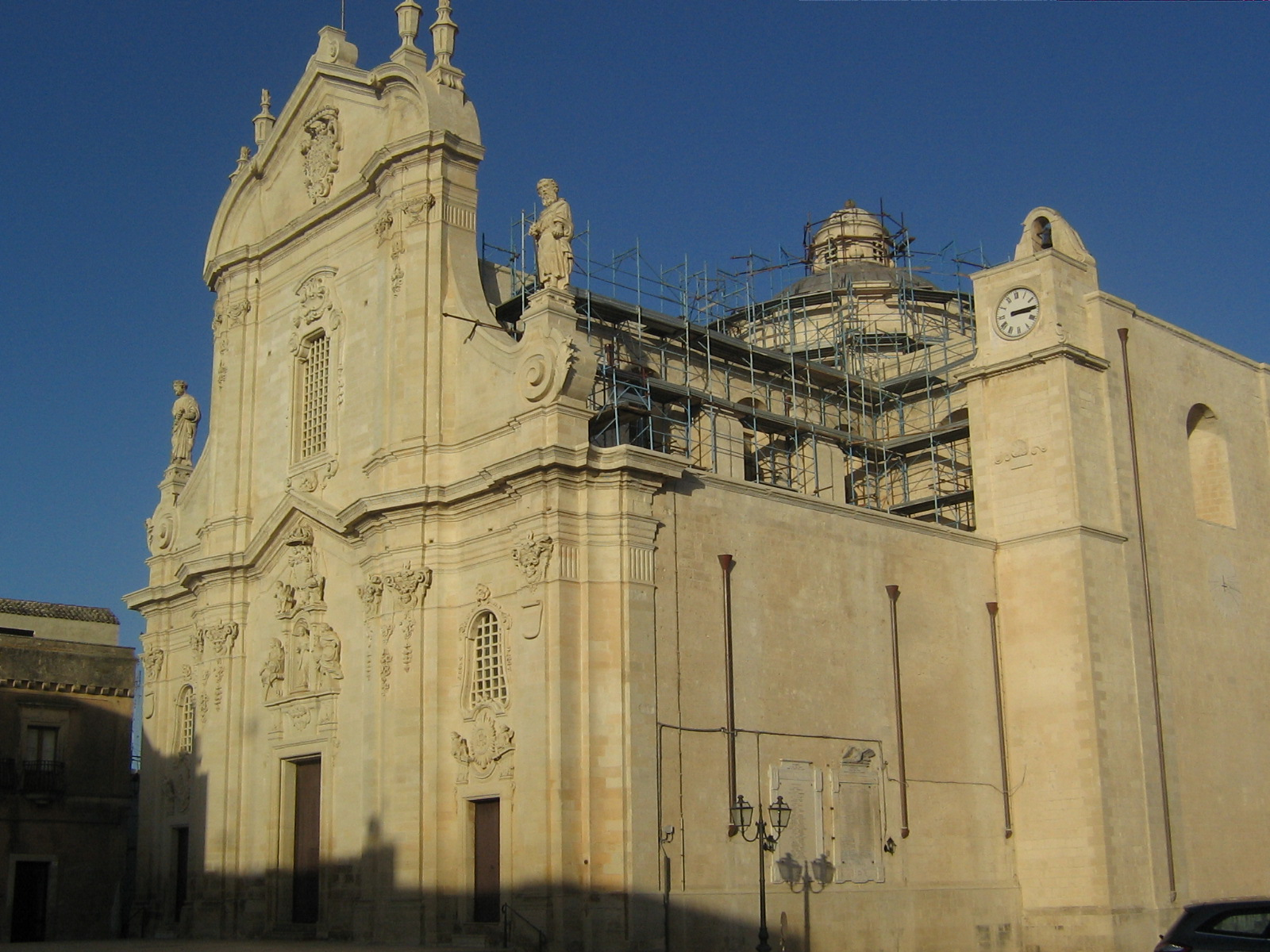
Hoofdkerk van Uggiano la Chiesa

Uggiano la Chiesa is een gemeente in de Italiaanse provincie Lecce (regio Apulië) en telt 4285 inwoners (31-12-2004). De oppervlakte bedraagt 14,3 km², de bevolkingsdichtheid is 300 inwoners per km².

## Demografie
Uggiano la Chiesa telt ongeveer 1543 huishoudens. Het aantal inwoners daalde in de periode 1991-2001 met 2,5% volgens cijfers uit de tienjaarlijkse volkstellingen van ISTAT.
| Jaar | Inwoneraantal |
| ---- | ------------- |
| 1991 | 4454          |
| 2001 | 4341          |

## Geografie
De gemeente ligt op ongeveer 77 m boven zeeniveau.
Uggiano la Chiesa grenst aan de volgende gemeenten: Giurdignano, Minervino di Lecce, Otranto, Santa Cesarea Terme.